# Allejaure (naturreservat)
Allejaure är ett naturreservat i Arjeplogs kommun i Norrbottens län.
Reservatet är 228 hektar stort och består av det skogklädda Hemberget. Dessutom ingår ett antal småöar i sjön Allejaure. 

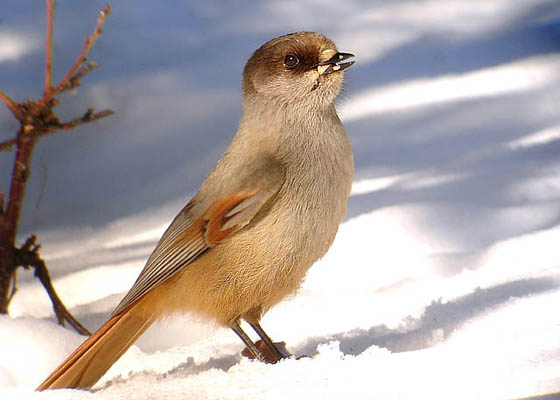
Lavskrika

På berget växer gammal granskog som högst upp blir allt mer lågväxande. På nordsluttningens lägre del finns mera grov, högvuxen gran och tall. Det finns gott om död gammal ved varför man kan hitta ostticka, lappticka och rosenticka. Norrbottens landskapsdjur, lavskrikan,  förekommer i reservatet.
Norr om berget finns moränbacklandskap, myrmarker och skogklädda uddar och öar. Reservatet är skyddat sedan 2012.  